# Bill Irwin (wrestler)
Barney William Irwin, noto con il ring name "Wild" Bill Irwin (Pecos, 17 settembre 1954), è un ex wrestler statunitense.
Irwin è anche conosciuto per le sue apparizioni nella World Wrestling Federation con la gimmick di The Goon nel 1996. È il fratello di Scott Irwin.

## Carriera

### Mid South: The Super Destroyers/The Long Riders (1979–1982)
Allenato dal fratello Scott Irwin e da Verne Gagne, Bill Irwin cominciò la sua carriera nel wrestling nel 1979 nella Mid South Wrestling e nella World Class Championship Wrestling, vincendo l'NWA Central States Tag Team Championship nello stesso anno. Egli lottò per breve periodo nella MSW nel 1982 e in coppia con suo fratello Scott formò la coppia mascherata denominata The "Super Destroyers" guidata dal manager Skandor Akbar, che in seguito sarebbe stata conosciuta con il nome "The Lone Riders" nella NSW.
In seguito Irwin si spostò nella Jim Crockett Promotions e nella American Wrestling Association dove lottò insieme al fratello come "Long Riders" e vinse svariati titoli di coppia. Il tag team si sciolse nel 1987 quando Scott morì a causa di un tumore al cervello.

### World Class Championship Wrestling (1982–1984)
Nel 1981 lottò sia nella Mid South sia nella WCCW, e con il ring name "Wild" Bill Irwin, vinse l'NWA Texas Heavyweight Championship sconfiggendo Al Madril e le cinture di coppia insieme a Bugsy McGraw. Rese quindi vacante l'NWA Texas Heavyweight dopo un match con David Von Erich nel 1983. Cominciò poi a lottare in coppia con King Kong Bundy e i due conquistarono le cinture North American Tag Team Championship. Irwin avrebbe in seguito detenuto le cinture altre quattro volte; e sempre nello stesso anno, egli vinse il titolo WCCW Television Championship per la settima volta.
Nel 1983 lottò nella WCCW come Super Destroyer No. 2 con suo fratello Scott (Super Destroyer No. 1), avendo come manager Skandor Akbar.

### Circuito indipendente/World Championship Wrestling (1987–1996)
Irwin continuò a lottare in varie federazioni minori facenti parte del circuito indipendente statunitense per poi riapparire nella NWA nel 1989. In seguito formò un tag team con Black Bart nella Global Wrestling Federation, che durò dal 1991 al 1992. Come "Wild" Bill Irwin, lottò anche sporadicamente nella World Championship Wrestling, dove perse un match con Davey Boy Smith al ppv SuperBrawl III.

### World Wrestling Federation (1996–1997, 2001, 2007)
Nel 1996 Irwin andò a lottare nella World Wrestling Federation con il ring name The Goon, interpretando la gimmick di un giocatore di hockey che era stato "espulso da ogni lega dove aveva giocato". Fece il suo debutto televisivo il 20 luglio 1996 a Superstars. La gimmick non durò a lungo, e Irwin lasciò la federazione pochi mesi dopo il suo arrivo a causa degli scarsi consensi. Nel 2001 Irwin tornò in WWF per una serata soltanto, riesumando il personaggio di "The Goon" in occasione della gimmick battle royal svoltasi a WrestleMania X-Seven. A Raw XV, puntata speciale in occasione del 15º anniversario di WWE Raw, il 10 dicembre 2007, Irwin, lottò nuovamente come "The Goon", e partecipò alla battle royal dove fu eliminato da Repo Man.

### Ritorno nel circuito indipendente e ritiro
Dopo aver lasciato la WWF nel 1996, Irwin lottò nel circuito indipendente per un breve periodo prima di ritirarsi dal ring nel 2012.

## Titoli e riconoscimenti
- All Japan Pro Wrestling
  - World's Strongest Tag Determination League Fighting Spirit Award (1989) - con Terry Gordy[9]
- Big D Wrestling
  - Big D Heavyweight Championship (2)[10]
  - Big D Brass Knuckles Championship (1)[10]
  - Big D Tag Team Championship (1) - con Mr. Mister[10]
- Central States Wrestling
  - NWA Central States Tag Team Championship (1) - con Bryan St. John[11]
- Continental Wrestling Association
  - AWA Southern Heavyweight Championship (1)[12]
  - AWA Southern Tag Team Championship (1) - con Larry Latham[13][14]
- Georgia Championship Wrestling
  - NWA National Tag Team Championship (1) - con Scott Irwin[3]
- Global Wrestling Federation
  - GWF Brass Knuckles Championship (1)[15]
  - GWF Tag Team Championship (1) - con Black Bart[5]
- Lutte Internationale
  - Canadian International Tag Team Championship (1) - con Scott Irwin[4]
- NWA Big Time Wrestling / World Class Championship Wrestling
  - NWA American Tag Team Championship (5) - con King Kong Bundy (1) e The Super Destroyer #2 (4)[2][16]
  - NWA Texas Heavyweight Championship (1)[17]
  - NWA World Tag Team Championship (Texas version) (2) - con Frank Dusek (1) e Bugsy McGraw (1)[18]
  - WCCW Television Championship (7)[19][20]
- Pro Wrestling Illustrated
  - 311º classificato nella lista dei migliori 500 wrestler singoli durante i PWI Years del 2003.
- Steel Domain Wrestling
  - SDW Television Championship (1)
- Universal Wrestling Federation
  - UWF World Tag Team Championship (1) - con Leroy Brown[21]